# Sanat Naft Football Club
O Sanat Naft Football Club  é um clube de futebol, sediado em Abadã, Irão. Está na Iran Pro League.
Sanat Naft chegou aos playoffs de promoção na temporada 2004-05 do Campeonato Iraniano de Futebol da Segunda Divisão. Até o jogo final dos playoffs da promoção, o clube estava em segundo lugar, à frente do Rah Ahan no saldo de gols. No último dia, apesar da vitória do Sanat Naft sobre o Payam Mashhad, o Rah Ahan derrotou o Shahid Ghandi por 6-1, para assim terminar em segundo, à frente do Sanat Naft em diferença de gols.
Funcionários da Sanat Naft sugeriram imediatamente que o Shahid Ghandi havia permitido que o Rah Ahan vencesse por uma pontuação tão grande. Sanat Naft não conseguiu provar esta alegação com provas. Mais tarde, Sanat Naft afirmou que Rah Ahan havia usado um jogador inelegível; isso passou por vários tribunais e o Rah Ahan foi considerado culpado.
Duas temporadas depois, Sanat Naft foi automaticamente premiado com uma vaga de promoção para a Persian Gulf Pro League começando na temporada 2007-08.